# جامع عباسی
جامع عباسی شاخص‌ترین اثر شیخ بهایی است در فقه و به زبان فارسی که ابتکاری نو در نگارش متون فقهی به شمار می‌رفت تا آن‌جا که برخی از صاحب‌نظران از آن به عنوان اولین دوره فقه غیراستدلالی به زبان فارسی که به صورت رساله عملیه نوشته شده‌است یاد می‌کنند، این کتاب از یک مقدمه و بیست باب (از طهارت تا دیات) تشکیل شده‌است.
جامع عباسی یکی از منابع کد ناپلئون بوده است.